# Renato Solís
Renato Alfredo Solís Salinas (Lima, Perú, 27 de enero de 1998) es un futbolista peruano. Juega como guardameta y su equipo actual es el Sporting Cristal de la Liga 1.

## Trayectoria

### Primeros Años
Solís se formó en las divisiones menores del club Regatas Lima donde se destacó en la portería. A los 16 años se fue al Sporting Cristal, luego de rechazar ofertas de Alianza Lima y Universitario.

### Sporting Cristal
En el Campeonato Descentralizado 2016, Solís fue promovido al primer equipo, siendo utilizado como tercer portero, pero no sería hasta la temporada 2019 que jugaría su primer partido en el club, en la derrota 2-0 ante Ayacucho FC. Esa temporada jugó 13 partidos.
En el 2020, empezó siendo el portero suplente, pero debido a su importante participación en el Torneo Preolímpico Sudamericano Sub-23 de 2020 con la Selección Peruana sub-23 y la rescisión de contrato de Patricio Álvarez empezó a tener más continuidad en el club. Hizo su debut continental en el partido frente a Barcelona Sporting Club, por la segunda ronda de la Copa Libertadores 2020, donde el equipo rimense ganó por 2-1.

## Selección nacional
Solís fue convocado en la selección sub-23 de Perú para el Torneo Preolímpico Sudamericano Sub-23 de 2020, donde jugó 4 partidos, y tuvo una importante participación, en el cual la blanquiroja quedó en la primera fase.
El 30 de octubre de 2020 Ricardo Gareca lo convocó por primera vez a la Selección de fútbol del Perú para jugar los partidos contra Chile y Argentina por la Clasificación de Conmebol para la Copa Mundial de Fútbol.

#### Participación en Campeonatos Sudamericanos
| Torneo                     | Sede     | Resultado    | Partidos | G.R. |
| -------------------------- | -------- | ------------ | -------- | ---- |
| Preolímpico Sub-23 de 2020 | Colombia | Primera Fase | 4        | -5   |

## Clubes y estadísticas
Actualizado el 25 de junio de 2022.
| Sporting Cristal Perú                                                                 | 2019             | 1ª               | 9  | -10 | 4 | -3 | 0 | 0  | 13 | -13 |
| Sporting Cristal Perú                                                                 | 2020             | 1ª               | 27 | -30 | — | —  | 1 | -1 | 28 | -31 |
| Sporting Cristal Perú                                                                 | 2021             | 1ª               | 5  | -6  | 2 | -2 | 0 | 0  | 7  | -8  |
| Sporting Cristal Perú                                                                 | 2022             | 1ª               | 11 | -14 | — | —  | 0 | 0  | 11 | -14 |
| Sporting Cristal Perú                                                                 | Total club       | Total club       | 52 | -60 | 6 | -5 | 1 | -1 | 59 | -66 |
| Total en carrera                                                                      | Total en carrera | Total en carrera | 52 | -60 | 6 | -5 | 1 | -1 | 59 | -66 |
| (1) Incluye datos de la Copa Bicentenario. (2) Incluye datos de la Copa Libertadores. |                  |                  |    |     |   |    |   |    |    |     |

## Palmarés

### Campeonatos nacionales
| Título                    | Club             | País | Año  |
| ------------------------- | ---------------- | ---- | ---- |
| Primera División del Perú | Sporting Cristal | Perú | 2016 |
| Primera División del Perú | Sporting Cristal | Perú | 2018 |
| Primera División del Perú | Sporting Cristal | Perú | 2020 |
| Copa Bicentenario         | Sporting Cristal | Perú | 2021 |

### Torneos cortos
| Título           | Club             | País | Año  |
| ---------------- | ---------------- | ---- | ---- |
| Torneo de Verano | Sporting Cristal | Perú | 2018 |
| Torneo Apertura  | Sporting Cristal | Perú | 2021 |

### Distinciones individuales
| Distinción                                                                | Año  |
| ------------------------------------------------------------------------- | ---- |
| Preseleccionado como arquero en el mejor once de la Liga 1 según la SAFAP | 2020 |